# Peter Greene
Peter Greene (Montclair, 8 ottobre 1965) è un attore statunitense.

## Carriera
Greene non cercò di divenire un attore sino all'età di venti anni. Inizialmente ottenne diversi ruoli nel cinema e nella televisione nei primi anni novanta. Tra il 1994 ed il 1995 recitò nei film: Pulp Fiction, The Mask e I soliti sospetti. Greene è noto principalmente per aver interpretato il ruolo del sadico stupratore Zed in Pulp Fiction, una guardia giurata che stupra Marsellus Wallace (Ving Rhames). In The Mask interpreta il cattivo Dorian Tyrell, a fianco di Jim Carrey e Cameron Diaz. Il ruolo più complicato interpretato da Greene fu quello dello schizofrenico Peter Winter in Clean, Shaven. In I soliti sospetti di Bryan Singer, ha interpretato un personaggio secondario, Redfoot. Greene ha interpretato un altro nemico memorabile in Trappola sulle Montagne Rocciose. Ha anche interpretato un agente di polizia corrotto in Training Day. Nel 2007 è apparso nel serial drammatico The Black Donnellys.

## Filmografia

### Cinema

#### Lungometraggi
- Laws of Gravity, regìa di Nick Gomez (1992)
- Clean, Shaven, regia di Lodge Kerrigan (1993)
- Cuba libre - La notte del giudizio (Judgement Night), regia di Stephen Hopkins (1993)
- Pulp Fiction, regia di Quentin Tarantino (1994)
- The Mask, regia di Chuck Russell (1994)
- I soliti sospetti (The Usual Suspects), regia di Bryan Singer (1995)
- Bang, regìa di Ash (1995)
- Trappola sulle Montagne Rocciose (Under Siege 2: Dark Territory), regia di Geoff Murphy (1995)
- Lowball, regia di Demian Lichtenstein (1996)
- Il coyote (Coyote Run), regìa di Shimon Dotan (1996)
- La moglie di un uomo ricco (The Rich Man's Wife), regia di Amy Holden Jones (1996)
- Fine della corsa (Trading Favors), regìa di Sondra Locke (1997)
- Doppio tiro (Double Tap), regìa di Greg Yaitanes (1997)
- Kiss & Tell, regia di Jordan Alan (1997)
- Hard Night (Permanent Midnight), regia di David Veloz (1998)
- Congiura mortale (Out in Fifty), regia di Bojesse Christopher e Scott Anthony Leet (1999)
- Da ladro a poliziotto (Blue Streak), regia di Les Mayfield (1999)
- The Boss, regìa di Louis Lombardi (1999)
- Shadow Hours, regia di Isaac H. Eaton (2000)
- Gentleman B., regia di Jordan Alan (2000)
- Nobody's Baby, regia di David Seltzer (2001)
- Ticker - Esplosione finale (Ticker), regia di Albert Pyun (2001)
- Training Day, regia di Antoine Fuqua (2001)
- Scene da un crimine (Scenes of the Crime), regia di Dominique Forma (2001)
- Dead Dog Lie, regìa di Craig Singer (2001)
- Under the Influence, regìa di Eric Gardner (2002)
- Black Cloud, regia di Ricky Schroder (2004)
- Confession, regia di Jonathan Meyers (2005)
- War of the Worlds - L'invasione (H.G. Wells' War of the Worlds), regìa di David Michael Latt (2005)
- Brothers in Arms, regia di Jean-Claude La Marre (2005)
- End Game, regia di Andy Cheng (2006)
- Love Hollywood Style, regia di Michael Stein (2006)
- Final Engagement, regìa di Ari Novak (2007)
- Lesser of Three Evils, regìa di Wayne Kennedy (2007)
- I'm Calling Frank, regìa di Pietro Neil (2007)
- Caller ID, regia di Eric Zimmerman (2010)
- Il cacciatore di ex (The Bounty Hunter), regia di Andy Tennant (2010)
- Earthling, regìa di Clay Liford (2010)
- Oltre la legge (Once Fallen), regìa di Ash Adams (2010)
- A Pornstar Is Born, regìa di Corey Bishop (2011)
- The Grasslands, regìa di Chris Raffaele (2011)
- Shanghai Hotel, regia di Jerry Allen Davis (2011)
- Brutal, regìa di Kamal Ahmed (2012)
- The Kill Hole, regia di Mischa Webley (2012)
- The Child, regìa di Zsolt Bács (2012)
- Sweet Lorraine, regia di Christopher C. Frieri (2015)
- Turnabout, regìa di E. B. Hughes (2016)
- Niu Yue Niu Yue, regìa di Dong Luo (2016)
- City of Lies - L'ora della verità (City of Lies), regia di Brad Furman (2018)
- Exit 0, regìa di E. B. Hughes (2019)
- Samir, regìa di Michael Basha, Chateau Bezerra e Maria De Sanctis (2019)
- Tesla, regìa di Michael Almereyda (2020)
- Body Brokers, regia di John Swab (2021)
- Return to Danger, regìa di Myles Clohessy (2021)
- Out of Exile, regìa di Kyle Kauwika Harris (2022)
- Little Dixie, regia di John Swab (2023)
- Buckle Up, regìa di Ross Fall e Chris Newman (2023)
- Per Shop Days, regìa di Olmo Schnabel (2023)
- Cold Betrayal, regìa di Myles Clohessy (2024)
- The Mick and the Trick, regìa di Tom DeNucci (2024)

#### Cortometraggi
- Snakeland, regìa di Jöelle Bentolila (1996)
- Clown, regìa di Tate Steinsiek (2008)
- Blue Knight, regìa di Mark R. Anthony (2009)
- Forget Me Not, regìa di Federico Castelluccio (2009)
- Once More, regìa di Hirō Takaoka (2010)
- Keep Your Enemies Closer, regìa di Federico Castelluccio (2011)
- The Shoemaker, regìa di Michael Kaves (2012)
- Checkmate, Keep Your Enemies Closer, regìa di Federico Castelluccio (2013)
- Me, regìa di Kid Art (2019)
- Let's Get Lost, regìa di Sam Stillman (2020)
- Priceless, regìa di Tom Vujcic (2020)
- The Crusaders, regìa di Maxx Starr (2022)

### Televisione
- Hardball, ep. 1x16 (1990), serie TV
- Così gira il mondo (As the World Turns), 2 episodi (1992), serie TV
- Costretti a fuggire (Black Cat Run), regia di D.J. Caruso (1998), film TV
- Law & Order - I due volti della giustizia (Law & Order), episodio 11x16 (2001), serie TV
- Dead & Deader, regia di Patrick Dinhut (2006), film TV
- The Black Donnellys, 13 episodi (2007), serie TV
- Life on Mars, ep. 1x15x16 (2009), serie TV
- Justified, episodio 1x01 (2010), serie TV
- Hawaii Five-0, episodio 2x15 (2012)
- Chicago PD, episodio 3x11x12 (2016), serie TV
- Still the King, ep. 2x06x13 (2017), serie TV
- Sets (2018), serie TV
- For Life, 9 episodi (2020), serie TV
- The Jersey Connection, ep. 2x01 (2021), serie TV
- The Continental: Dal mondo di John Wick (The Continental: From the World of John Wick), 3 episodi (2023), miniserie TV

## Doppiatori italiani
Nelle versioni in italiano delle opere in cui ha recitato, Peter Greene è stato doppiato da:
- Massimo Lodolo in Costretti a fuggire, Law & Order - I due volti della giustizia, End game, Il cacciatore di ex, Justified - L'uomo della legge
- Pasquale Anselmo in The Mask, Hawaii Five-0
- Teo Bellia in Pulp Fiction
- Angelo Maggi ne I soliti sospetti
- Nino Prester in Trappola sulle Montagne Rocciose
- Francesco Prando in La moglie di un uomo ricco
- Mauro Magliozzi in Training Day
- Massimo De Ambrosis in Da ladro a poliziotto
- Giuliano Bonetto in Brothers in arms
- Stefano De Sando in The Black Donnellys
- Andrea Lavagnino in City of Lies - L'ora della verità
- Roberto Certomà in Hard Night
- Mauro Gravina in Ticker - Esplosione finale
- Fabrizio Pucci in Cuba Libre - La Notte Del Giudizio
- Alessio Cigliano in The Continental - Dal mondo di John Wick